# Лудвиг Гебхард фон Хойм (1631–1711)
Лудвиг Гебхард I фон Хойм (на немски: Ludwig Gebhard I Freiherr von Hoym; * 27 ноември 1631 в Дройсиг; † 2 януари 1711 в Дройсиг) е фрайхер на Хойм. Той е кралски полски и истински таен съветник на Курфюрство Саксония, берграт, кемерпрезидент и главен данъчен събирач в Тюрингския окръг, наследствен кемерер на Княжество Халберщат и собственик на имения в Дройсиг, Вегелебен, Бургшайдунген и Кирхшайдунген, също Обер- и Нидер-Шпремберг, Шьонбах, Лауба, Дюрхенерсдорф в Оберлаузитц и Грунд- и съдийски господар, църковен и училищен патрон на курсаксонския град Ной-Залца, днес Нойзалца-Шпремберг, и фрайхер на Свещената Римска империя.
Той е син (от шест деца) на Кристиан Юлиус фон Хойм (1586 – 1656), наследствен кемерер на Княжество Халберщат, и съпругата му Гизела фон дер Асебург (1596 – 1676), внучка на Йохан фон дер Асебург, дъщеря на Лудвиг фон дер Асебург (1546 – 1633) и Анна Гертруд фон Вестфален (1556 – 1623). Внук е на Кристоф фон Хойм (1534 – 1604), президент на Анхалт, и Елизабет фон Вертерн (1547 – 1605).
На 6 март 1676 г. във Виена Лудвиг Гебхард I фон Хойм и наследниците му са издигнати на имперски фрайхер. Като истински таен съветник и камерен директор на 18 октомври 1684 г. той получава признание също за благородник в Курфюрство Саксония. Той е член на литературното общество „Fruchtbringenden Gesellschaft“.
Лудвиг Гебхард I фон Хойм умира на 79 години на 2 януари 1711 г. в Дройсиг.

## Фамилия
Лудвиг Гебхард I фон Хойм се жени за Елизабет Сибила фон Таубе (* 11 ноември 1637; † 25 юли 1659). През 1659 г. тя умира при раждането на дъщерята Гизела Сибика и двете заедно са погребани на 26 октомври 1659 г. в Дройсиг.
Лудвиг Гебхард I фон Хойм се жени втори път на 12 декември 1664 г. в Дьобен за Катарина София фон Шьонфелд (* 24 февруари/6 март 1699, Дьобен; † 15/22 юли 1681, Дройсиг или в Талвиц), дъщеря на Ханс Азмус фон Шьонфелд (1596 – 1658) и Анна фон Лютихау (1618/1625 – 1664). Те имат 13 деца, между тях:
- Адолф Магнус фон Хойм (* 1668; † 3 октомври 1723, Виена), женен I. за Анна Констанция фон Брокдорф-Козел (* 17 октомври 1680; † 31 май 1765), II. на 7 април 1708 г. за Шарлота Йохана Максимилиана фон Фризен († 19 август 1749); няма деца
- Гизела Ердмут фон Хойм (* 23 юни 1669, Дройсиг; † 17 януари 1741, Нойщат до Дрезден), омъжена I. за граф Ернст Дитрих фон Таубе, II. на 28 декември 1696 г. в Дрезден за фрайхер/граф Йохан Каспар фон Ботмер (* 10 април 1656, Лауенбрук; † 18 февруари 1732, Лондон)
- Карл Зигфрид фон Хойм (* 9 юли 1675; † 2 април 1738), женен за Доротея София фон Лоебен; имат две дъщери и един син
- Рахел Шарлота фон Хойм (* 1 ноември 1676, Дройсиг; † 17 март 1753, Скаска), омъжена за граф Фридрих I Витцтум фон Екщедт (* 10 януари 1675, Вьолкау; † 13 април 1726, Варшава)
- Лудвиг Гебхард II фон Хойм (* 23 октомври/2 ноември 1678, Дройсиг; † 6 май 1738, Дройсиг), граф, кралски полски и саксонски таен съветник, женен за графиня Рахил Луиза фон Вертерн (* 24 февруари/6 март 1699; † 15 юли 1764, Талвиц); имат шест деца

Лудвиг Гебхард I фон Хойм се жени трети път на 10 юли 1684 г. в Дрезден за Анна Кристина фон Хаугвиц († 23 юни 1702). Те имат един син:
- Карл Хайнрих фон Хойм (* 18 юни 1694, Дрезден; † 22 април 1736, Кьонигщайн, самоубива се в килията му в затвора), дипломат и министър, неженен

Лудвиг Гебхард I фон Хойм се жени четвърти път на 5 февруари 1708 г. за Анна Сибила фон Ирмтраут († 31 декември 1710). Бракът е бездетен.